# Stuart White
Stuart Andrew White – brytyjski matematyk zajmujący się algebrami operatorowmi, w szczególności klasyfikacją C*-algebr oraz związków C*-algebr z algebrami von Neumanna; profesor Uniwersytetu w Glasgow.

## Życiorys
W 2006 doktoryzował się na Uniwersytecie Edynburskim pod kierunkiem Allana Sinclaira na podstawie rozprawy Tauer masas in the hyperfinite II1 factor. W 2013 został laureatem nagrody Sir Edmunda Whittakera, przyznawanej przez Edinburgh Mathematical Society za wkład w analizę funkcjonalną. W latach 2015–2018 stypendysta fundacji Alexandra von Humboldta (stypendium dla doświadczonych uczonych).

## Dorobek
Wspólnie z Aaronem Tikuisiem oraz Wilhelmem Winterem udowodnił, że wierne ślady na ośrodkowych i nuklearnych C*-algebrach są quasi-diagonalne, co implikuje twierdzenie klasyfikacyjne dla ośrodkowych, prostych, nuklearnych C*-algebr z jedynką, mających skończony wymiar nuklearny, które w tzw. klasie UCT.